# جيرهارد ريتر
جيرهارد ريتر (بالألمانية: Gerhard Ritter )‏ (و. 1888 – 1967 م) هو مؤرخ العصر الحديث، ومؤرخ، وأستاذ جامعي، ومقاوم عسكري ألماني، ولد في باد زودن-آلندورف، وكان عضوًا في أكاديمية هايدلبرغ للعلوم والعلوم الإنسانية (منذ 1958)، وأكاديمية هايدلبرغ للعلوم والعلوم الإنسانية (1948–1958)، وأكاديمية هايدلبرغ للعلوم والعلوم الإنسانية (1943–1948)، والأكاديمية البروسية للعلوم، والأكاديمية البافارية للعلوم والعلوم الإنسانية، توفي في فرايبورغ، عن عمر يناهز 79 عاماً.

## التعليم
تعلم في جامعة لودفيغ ماكسيميليان في ميونخ، وجامعة هايدلبرغ.

## جوائز
حصل على جوائز منها:
- وسام الاستحقاق للفنون والعلوم
- نيشان صليب قائد فرسان من رتبة استحقاق جمهورية ألمانيا الاتحادية.

## روابط خارجية
- جيرهارد ريتر على موقع الموسوعة البريطانية (الإنجليزية)
- جيرهارد ريتر على موقع مونزينجر (الألمانية)